# Fumaria alberti
Fumaria alberti är en vallmoväxtart som beskrevs av Georges Rouy och Fouc.. Fumaria alberti ingår i släktet jordrökar, och familjen vallmoväxter. Inga underarter finns listade i Catalogue of Life.